# Sellere
Sellere [ˈsɛlːeɾe] è una frazione del comune bergamasco di Sovere posta lungo la strada per il lago d'Iseo.

## Storia
La località è un piccolo villaggio agricolo di antica origine, da sempre costituito in parrocchia con la chiesa della Visitazione e separato come comune autonomo dai rivoluzionari giacobini nel 1797.
Il paese tornò frazione di Sovere su ordine di Napoleone, ma gli austriaci annullarono la decisione al loro arrivo nel 1815 con il Regno Lombardo-Veneto.
Dopo l'unità d'Italia il paese crebbe da meno di trecento a più di quattrocento abitanti. Fu il fascismo a decidere la soppressione del comune unendolo a Sovere.